# Tyndarichus ibarrai
Tyndarichus ibarrai är en stekelart som beskrevs av Trjapitzin och Ruiz Cancino 2001. Tyndarichus ibarrai ingår i släktet Tyndarichus och familjen sköldlussteklar. Inga underarter finns listade i Catalogue of Life.